# Tičarica
Il Tičarica con 2.309 m s.l.m. è una montagna della Catena del Tricorno della Slovenia compresa nel parco nazionale del Tricorno.